# 脆果山姜
脆果山姜（学名：Alpinia globosa），为姜科山姜属下的一个种。

## 扩展阅读
維基物種上的相關：脆果山姜